# International Harvester Scout
International Harvester Scout (Інтернешнл Харвестер Скаут) - позашляховик, що випускався компанією International Harvester з 1961 по 1980 роки. Будучи попередником більш досконалих позашляховиків в майбутньому, він був створений як конкурент автомобілям Jeep і спочатку мав відкидне лобове скло. Scout і Scout II випускалися в Форт-Уейні, штат Індіана, в дводверних кузовах позашляховиків і пікапа зі знімним жорстким або м'яким верхом.
Всього за період з 1960 по 1980 року виготовлено 532,674 Скаутів.

## Серії
| Серія       | Роки виробництва |
| ----------- | ---------------- |
| Scout 80    | 1960–1965        |
| Scout 800   | 1965–1968        |
| Scout 800 A | 1968–1970        |
| Scout 800 B | 1970–1971        |
| Scout II    | 1971–1980        |

## Scout 80

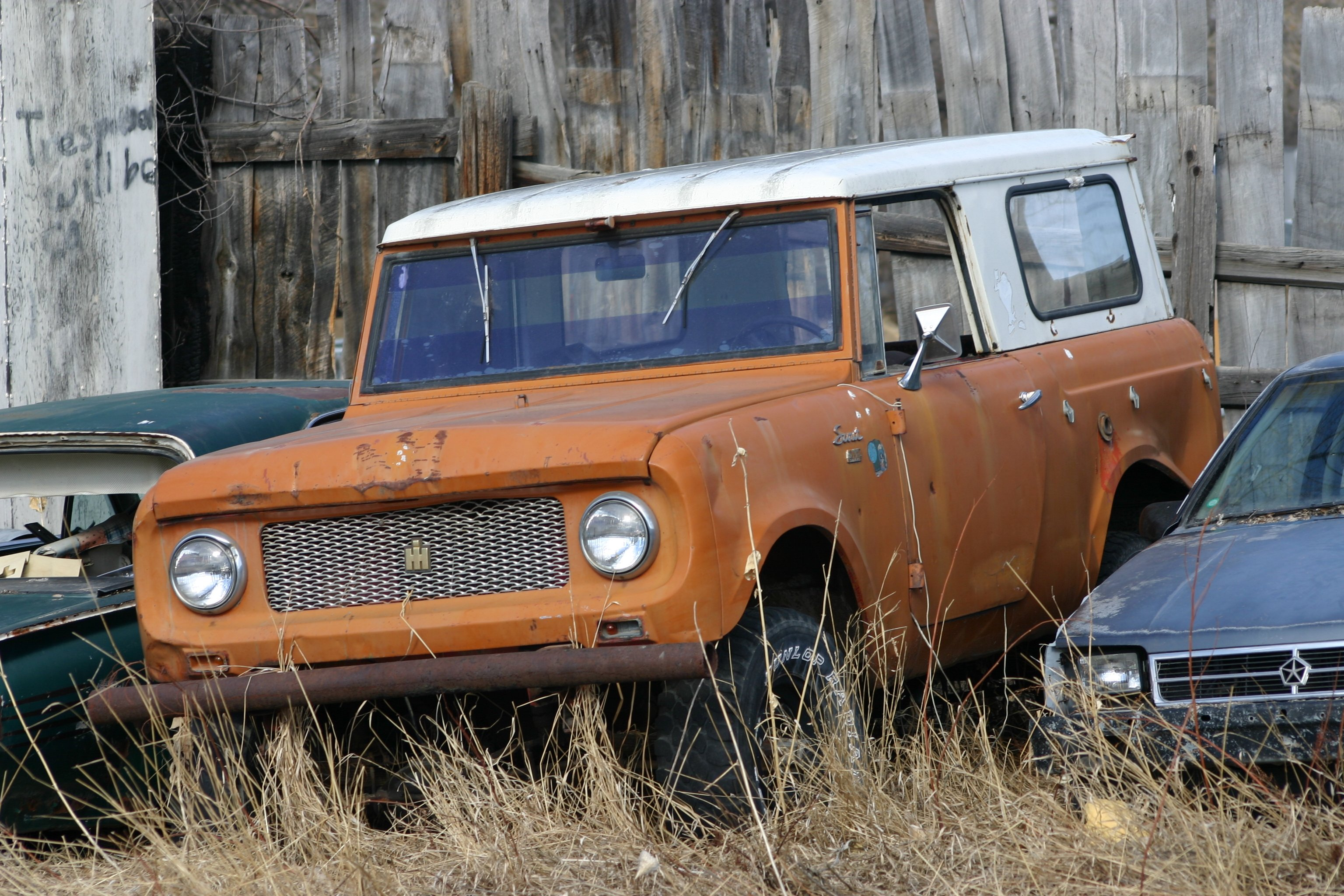
International Harvester Scout 80

International Harvester почав випуск вантажівок і пікапів в 1907 році. У 1953 році з'явився пасажирський автомобіль на базі пікапа, Travelall. В кінці 1950-х років компанія почала розробку конкурента дводверного Jeep CJ 4x4. Модель Scout 80 дебютувала в кінці 1960-х років.
Scout 80 ідентифікувалися за допомогою знімних розсувних бокових вікон в 1960-1961 роках і навіть деякі дуже ранні моделі 1962 року, відкидним лобовим склом, вакуумними склоочисниками, що кріпляться до верхньої частини лобового скла і логотип IH, розташованому в центрі решітки. Scout 80 мав у стандарті бензиновий рядний чотирьох-циліндровий мотор 2,5 л Comanche 152 Р4 потужністю 93 к.с. (69 кВт).

## Scout 800

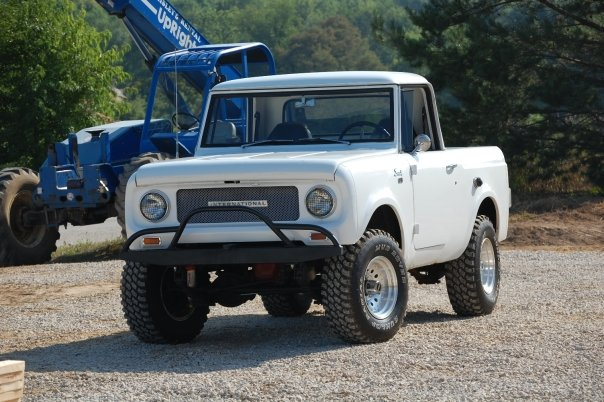
International Harvester Scout 800

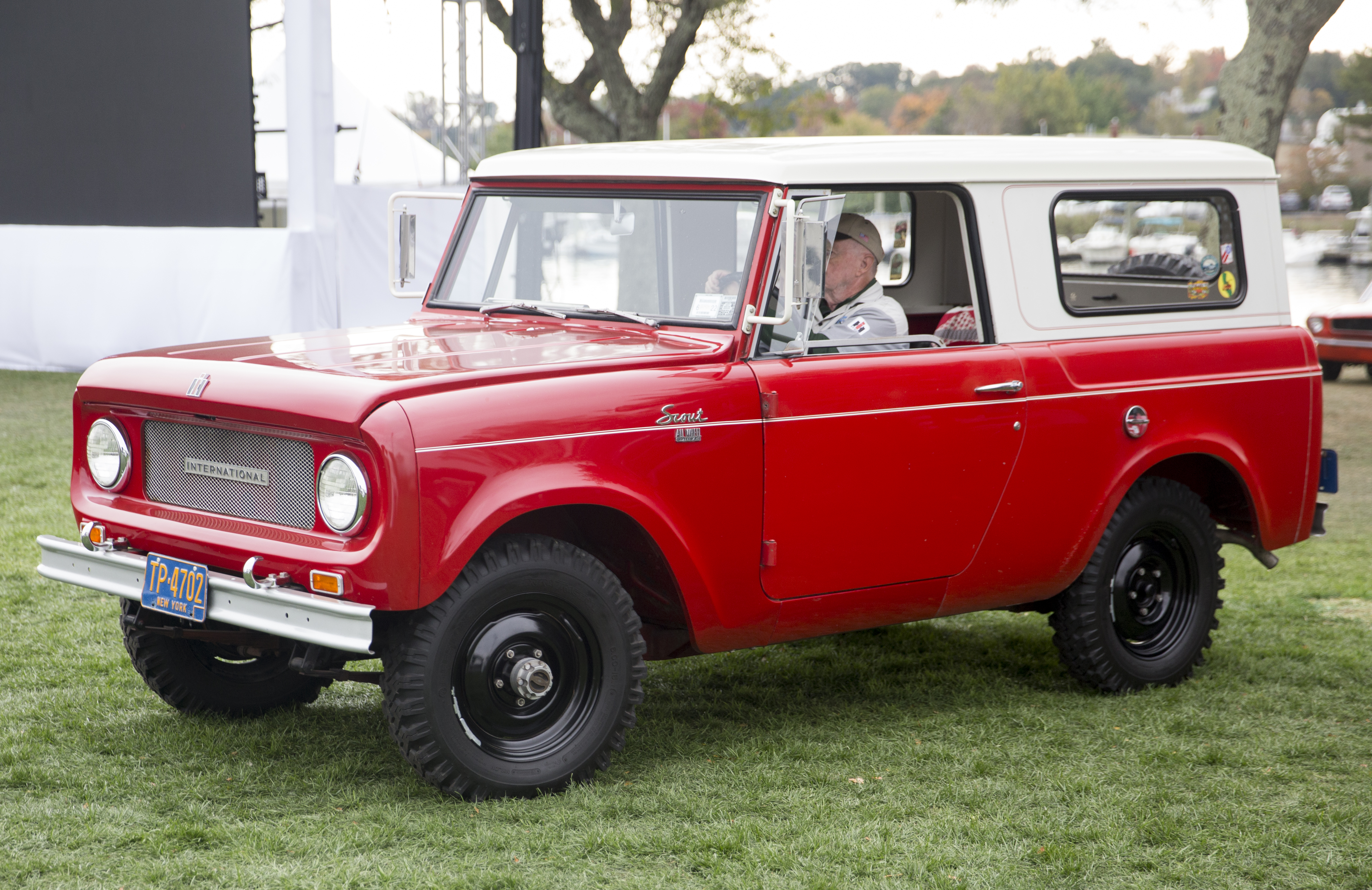

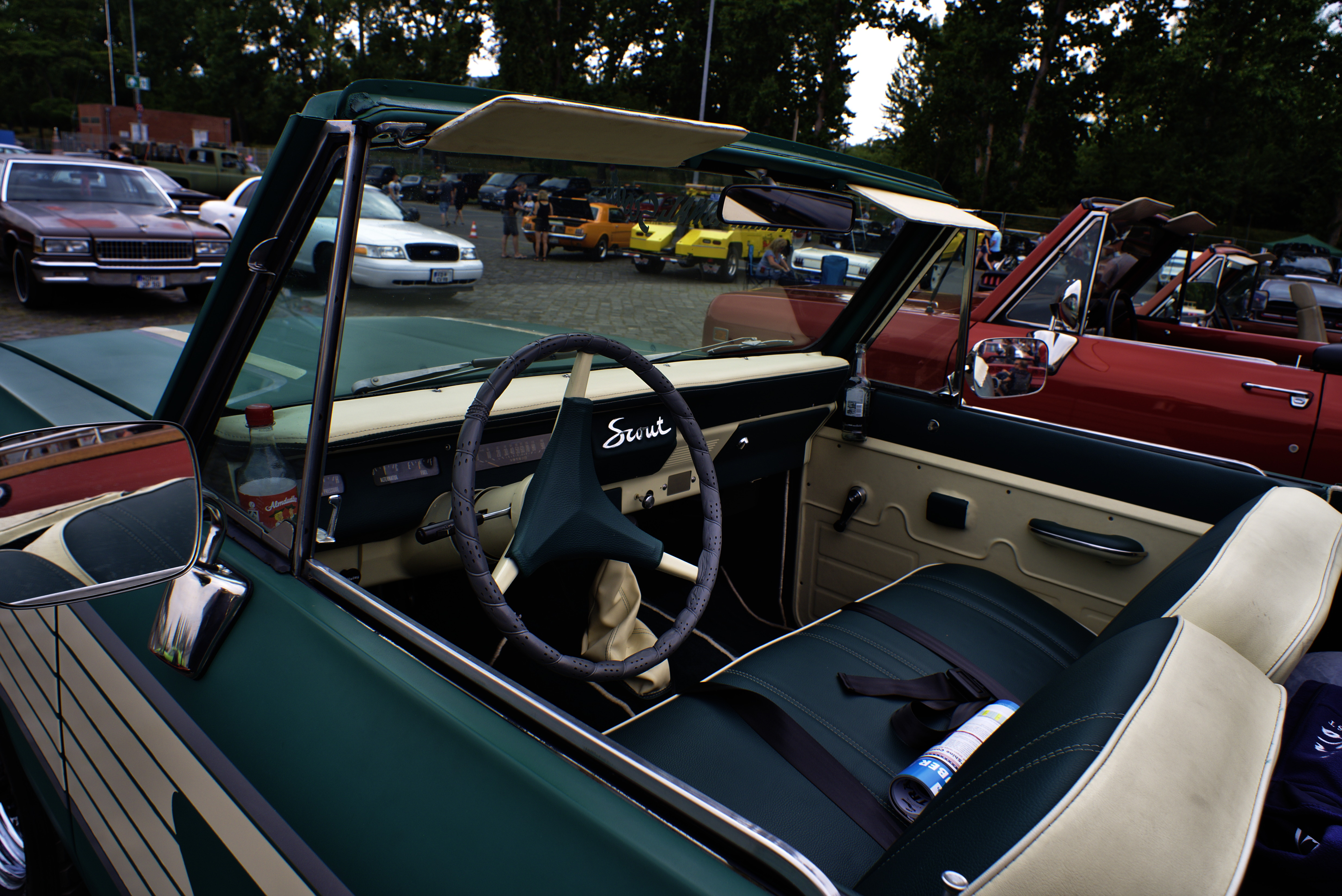

Scout 800 змінив Scout 80 в 1965 році. Нова модель 800 випускалася з 1965 по 1968 рік. Ця модель отримала безліч поліпшень в комфорті і дизайні, включаючи ковшоподібні сидіння, систему опалення, оновлену приладову панель, додаткові задні сидіння, і опціональний рядний чотирьох-циліндровий двигун 196 3,2 л (після 1966 року) або рядний шести-циліндровий двигун 232 3,8 л. Починаючи з березня 1967 року став доступний також двигун 266 4,4 л V8. Зовні, зміни обмежилися алюмінієвими ґратами з прямокутним логотипом «International», шильдик IH був перенесений на капот. Базовим двигуном є атмосферне чотирьох-циліндровий Comanche 152 2,5 л потужністю 93 к.с. (69 кВт), з доступною турбованою версією 152-T потужністю 111 к.с. (83 кВт). У серпні 1966 року турбо версія була доповнена великим 196, що використовують менше палива при аналогічній потужності. Випуск турбо версій був припинений на початку 1968 року. Відкидне лобове скло перестало встановлюватися на 800 (за винятком рідкісних «прототипів» 800), і вакуумні склоочисники були перенесені в нижню частину рами вітрового скла.
На початку 1966 року, IH також пропонував модель Scout 800 Sportop, з оновленим інтер'єром і унікальним склотканинним верхом (також доступний кабріолет) з нахиленим заднім дахом і запасним колесом.

### Двигуни
- 2.5 L Comanche I4
- 3.2 L Comanche I4
- 3.8 L I6
- 4.4 L V8
- 5.0 L V8

### Scout 800A

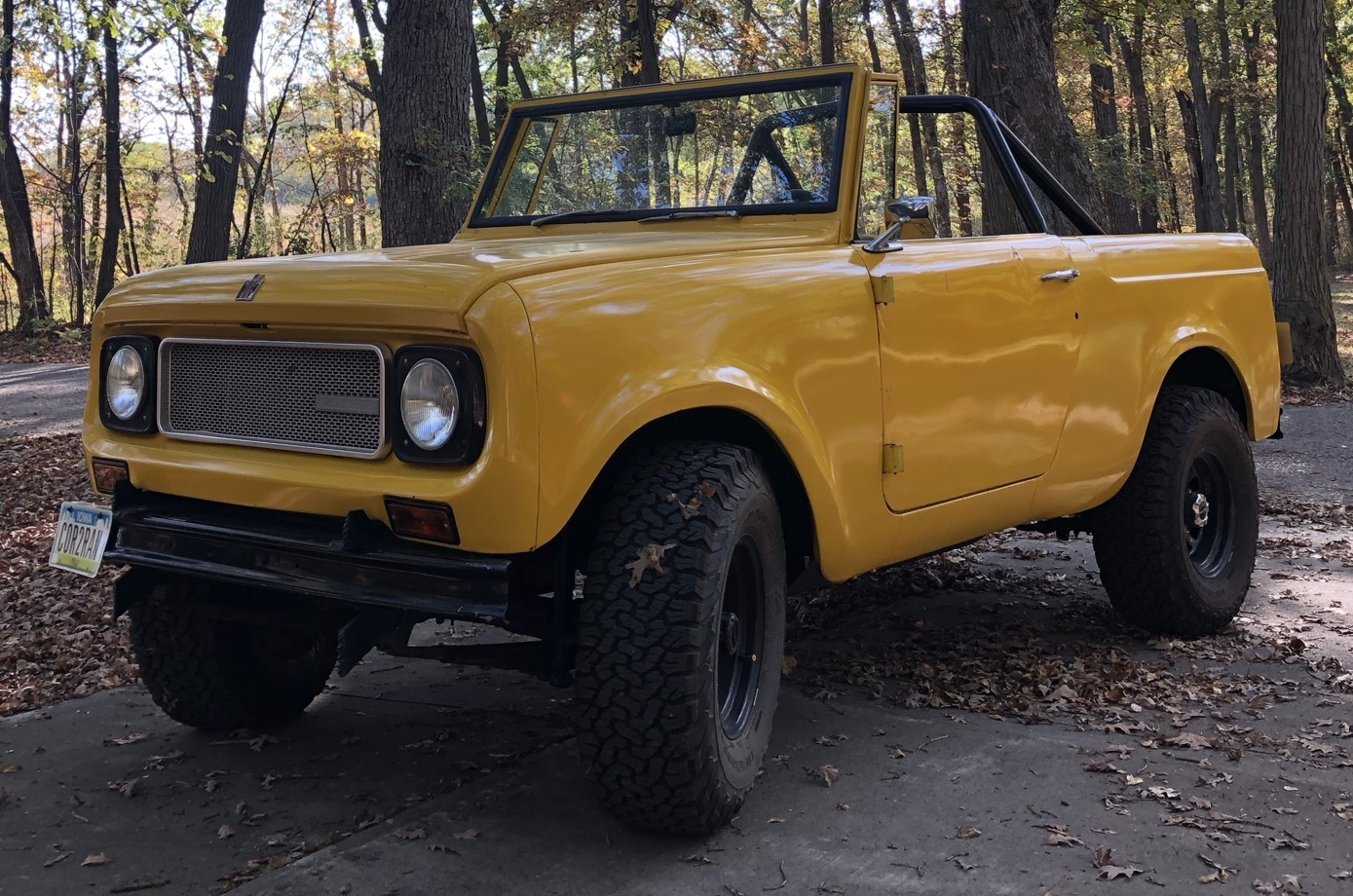
International Scout 800A

У листопаді 1968 року з'явився 800A, що прийшов на зміну 800. Покращення включали збільшення комфорту, оновлення трансмісії і варіанти двигунів: чотирьох-циліндровий 196 3,2 л, шести-циліндровий 232 3,8 л, V8 266 4,4 л або V8 304 5,0 л. Рядні шістки були доступні тільки протягом короткого періоду в початку 1969 року. Решітка 800A складалася з трьох частин: центральна решітка і два чорних матових обрамлення головних фар. Пікап Light Line отримав кузов, дуже схожий на Scout кінця 1969 року.
800A можна було придбати в комплектаціях Sportop (похилий спортивний брезентовий або з склотканинним верхом), а пізніше в Aristocrat або SR-2. Aristocrat був кінцевою версією оригінального кузова Scout. Ці вантажівки мали синій колір кузова, вініловий салон, багажник на даху, також повний привід входив в стандартну комплектацію більшості моделей.

#### Двигуни
- 2.5 L Comanche I4
- 3.2 L I4
- 3.8 L I6
- 4.4 L V8
- 5.0 L V8

### Scout 800B

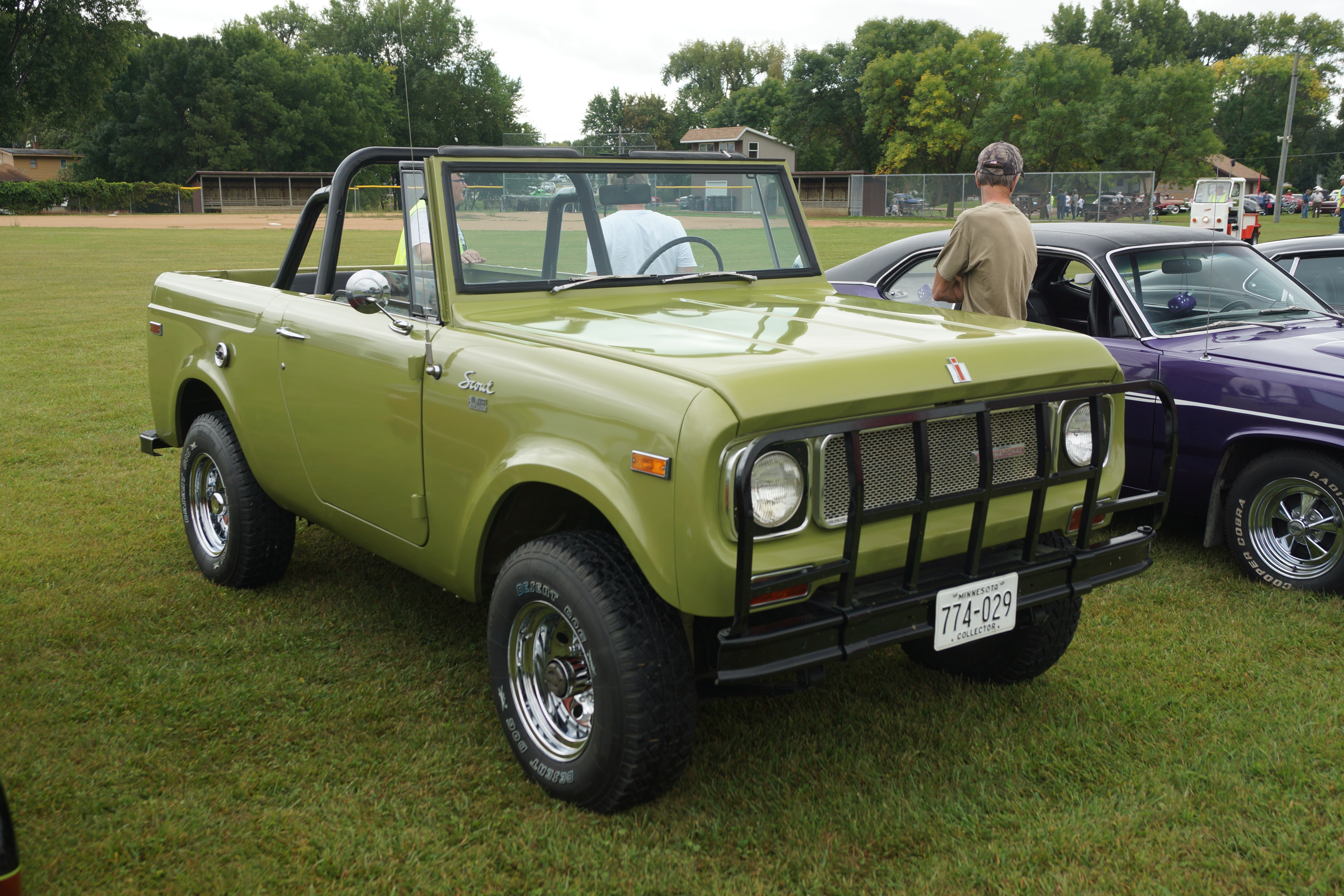
International Scout 800B 1970

Останньою серією 800 була 800B, доступна менше восьми місяців, з серпня 1970 до березня 1971 року, коли її змінило друге покоління Scout II. Крім незначних косметичних змін (в першу чергу хромового обрамлення фар замість матового чорного), він був ідентичний 800A. Модель випускалася до початку виробництва Scout II.
800B був доступний в комплектації Comanche. Ця комплектація включає в себе спеціальне забарвлення і наклейки, хромовані деталі, люки та інші додаткові опції, такі як багажник, хромові колеса і покращений інтер'єр. Наприкінці 1970 року з'явилася комплектація Sno-Star (тільки шести-циліндровий двигун), розроблена спеціально для використання як снігоприбиральної техніки.

## Scout II

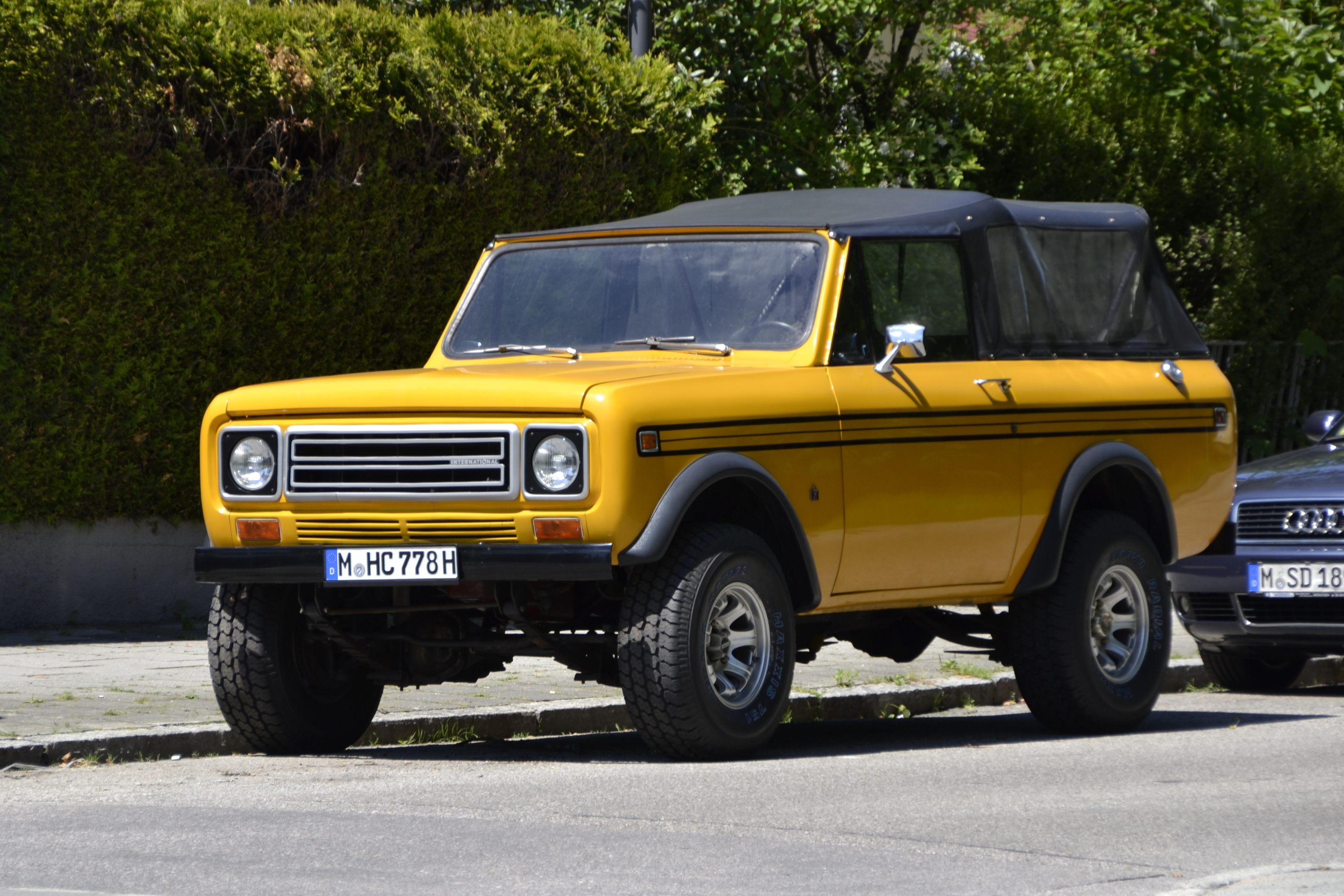
International Harvester Scout II

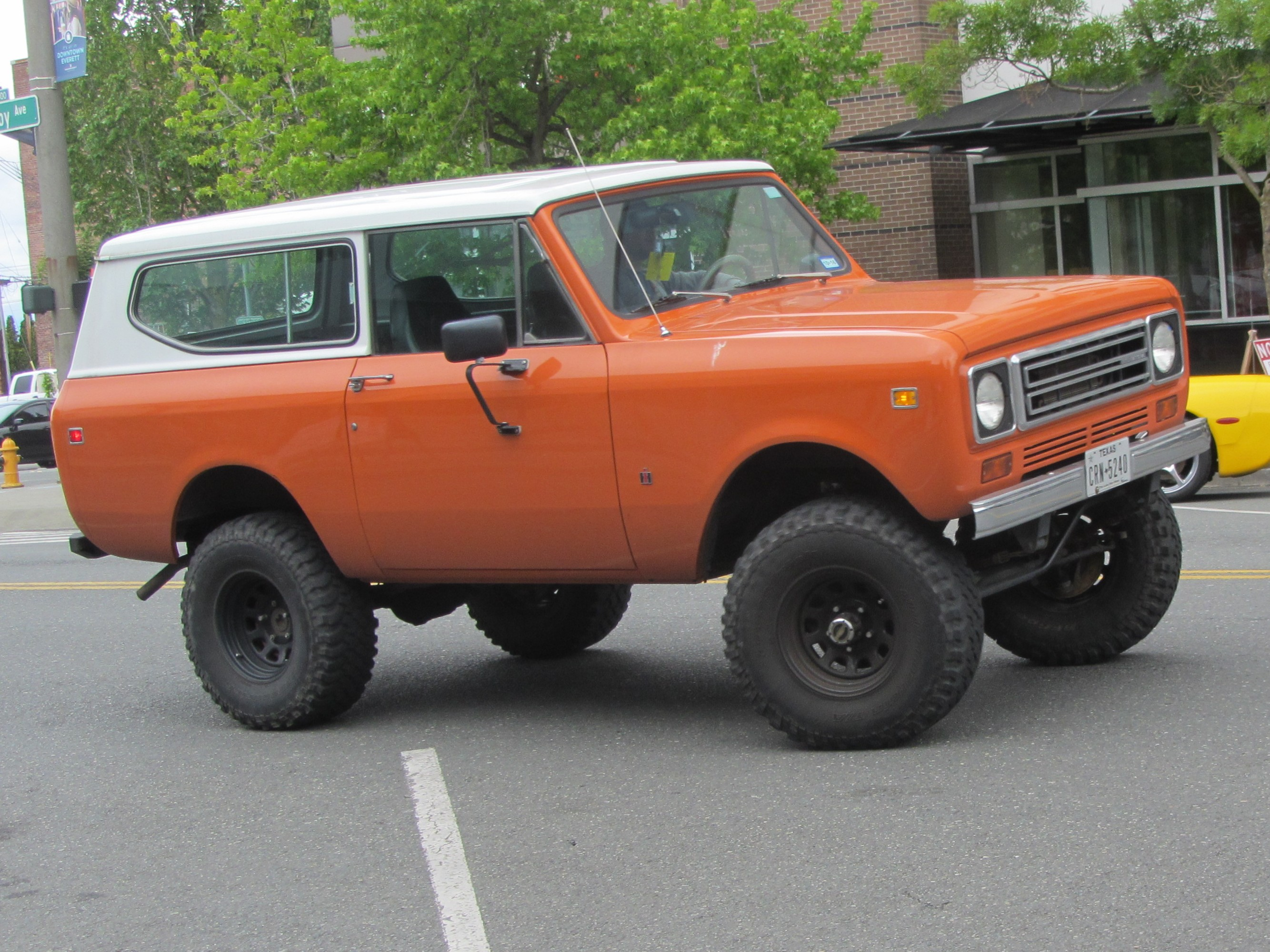
International Harvester Scout II

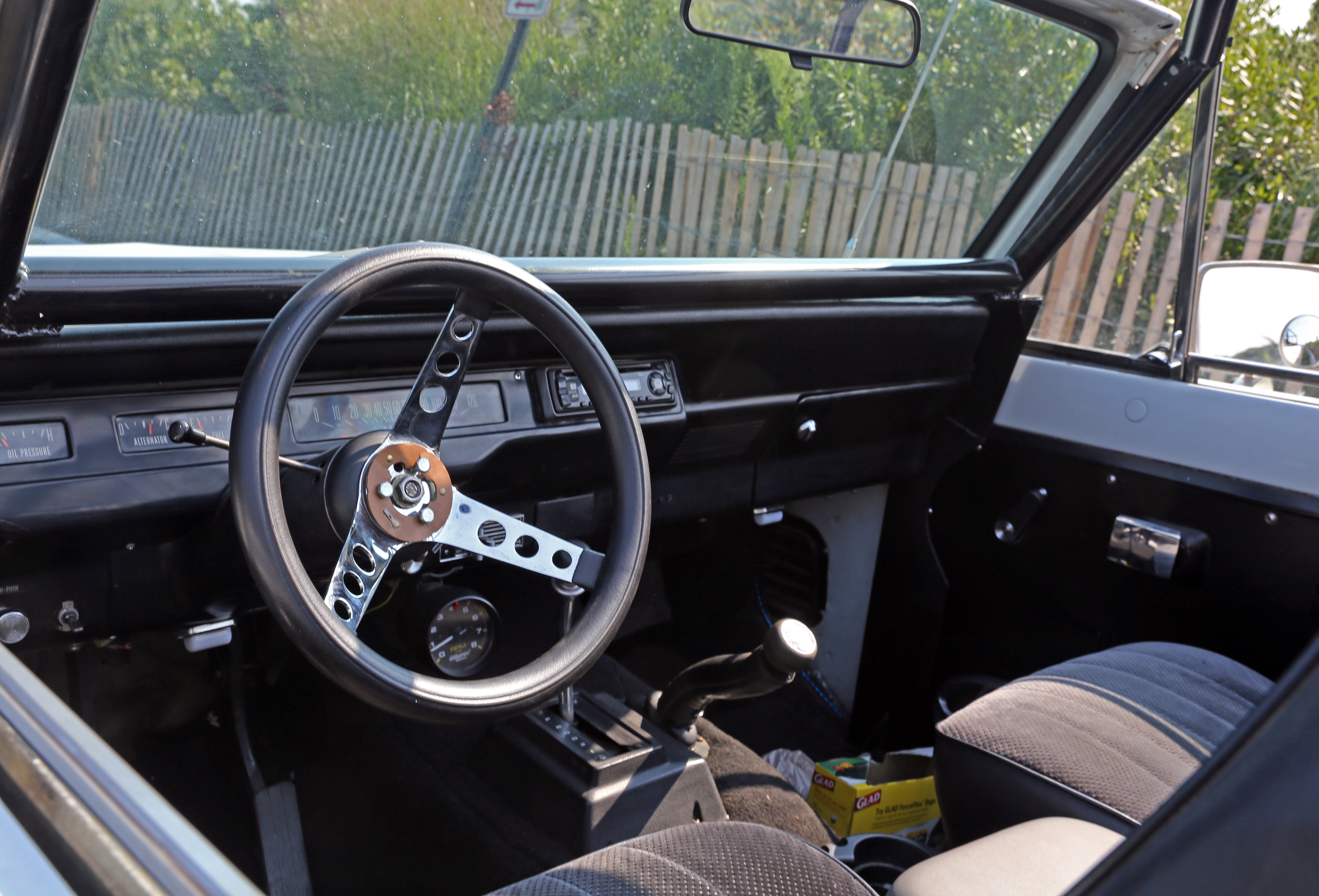

International Harvester Scout II виготовлялись з квітня 1971 по 1980 рік, хоча автомобіль був розроблений, ще в 1967 році і був заморожений до 1971 року.

### Двигуни
- IH 4-196 3,2 л Р4 103 к.с. при 4000 об/хв 238 Нм при 2000 об/хв
- AMC 6-232 3,8 л Р6 (1971)
- AMC 6-258 4,2 л Р6 122 к.с. при 4000 об/хв 276 Нм при 2000 об/хв (1972-1980)
- IH V-304 5,0 л V8 180 к.с. при 4400 об/хв 355 Нм при 2400 об/хв
- IH V-345 5,7 л V8 182 к.с. при 3800 об/хв 411 Нм при 2000 об/хв
- Nissan SD33 3,2 л Р6 82 к.с. (1976-1980)
- Nissan SD33T 3,2 л Р6 93 к.с. 237 Нм (1980)

## Прототип

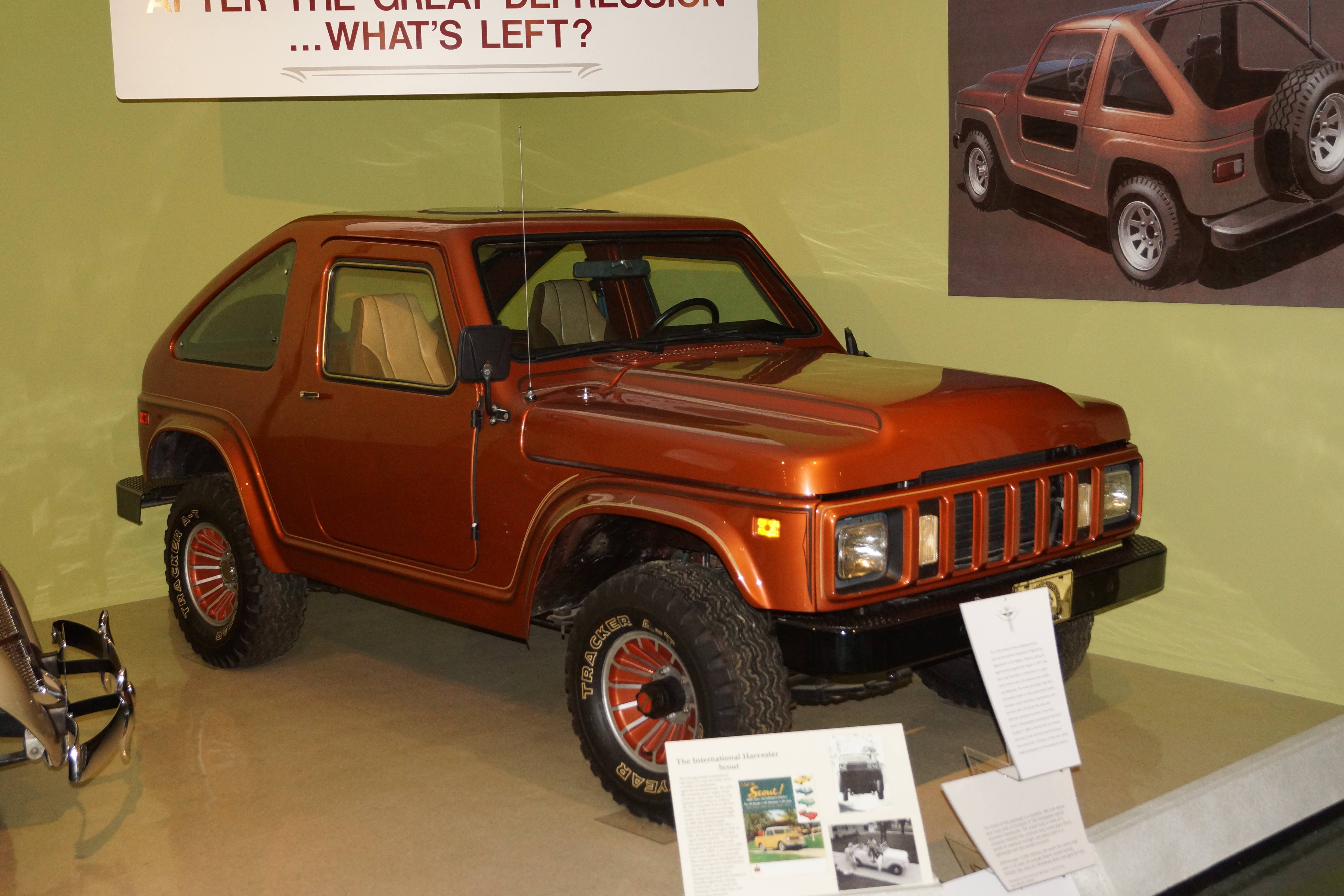
International Harvester Scout 1979

Два прототипи Scout побудовані інженерним відділом International Harvester у Форт-Вейні, штат Індіана, під час експериментальної програми, яка розпочалася в 1977 році.
Scout вже давно вироблявся як позашляховик, коли була розроблена ця запропонована нова модель. Прототипи Scout успішно пройшли випробування на відповідність багатьом державним стандартам безпеки та вимогам IH щодо довговічності, і були добре сприйняті пресою та потенційними клієнтами, яким їх демонстрували.
На жаль, International Harvester у 1980 році вирішила зосередитися на середніх та важких вантажівках і зняла Scout з виробництва в жовтні того ж року, що завершило розробку цього вдосконаленого автомобіля.

## Відродження
У вересні 2021 року звіт Motor Trend показав, що Volkswagen Group може відродити Scout як потенційного конкурента Jeep Wrangler, Toyota 4Runner і відродженого Ford Bronco. VW Group придбала товарні знаки Scout на початку року, коли її комерційний бізнес вантажівок Traton придбав Navistar. Оскільки VW Group навряд чи придбає торгові марки International Harvester у Case IH навіть для ліцензійної угоди, відроджений Scout продаватиметься під маркою Volkswagen як суббренд, подібний до вищезгаданого Bronco, або як окремий позашляховий бренд. схожий на Jeep.  Ці чутки підтвердилися, коли в травні 2022 року Volkswagen оголосив про свій намір виробляти електричні пікапи та позашляховики - і, отже, стати конкурентом Rivian та іншим електричним позашляховикам, які виготовляються в Сполучених Штатах як Scout Motors. Перший прототип очікується в 2024 році, а серійні моделі – до 2026 року.  
24 жовтня 2024 року компанія Scout Motors показала два концепти, один з яких — пікап Terra, а інший — позашляховик Traveller. Очікується, що вони будуть випущені наприкінці 2027 року як модель 2028 року.